# AVIC AG600
AVIC AG600 «Jiaolong» («Водяний дракон», також відомий як TA-600) — літак-амфібія (гідролітак) китайської компанії Aviation Industry Corporation of China.

## Історія розробки і випробування
Програма створення літака-амфібії AG600 була офіційно розпочата у 2009 році. Інвестиції в програму AG600 з 2009 року склали близько 3 млрд юанів.
Всього в розробці і виробництві AG600 було задіяно 150 інститутів і наукових центрів і 70 підприємств промисловості КНР. 
Збірка AG600 була завершена в липні 2016 року. Літак зійшов з конвеєра в місті Чжухай. 
29 квітня 2017 року в місті Чжухай пройшли наземні випробування літака, в ході якого пройшли перевірку гальмівна система, здатність тримати пряму на ЗПС, коригування траєкторії руху. Літак здійснив розворот на 180 градусів на злітній смузі. Китайські фахівці повідомили ЗМІ, що системи функціонують належним чином.
У середині травня планується провести перший тестовий політ AG600, призначеного для гасіння пожеж. Політ з водної поверхні — у другій половині 2017 року.
AG600 пройшов також випробування по автономній подачі електроенергії за рахунок двигунів, тести основних систем літака, перевірку на землі одночасної роботи всіх чотирьох двигунів. Екіпаж складатиметься з трьох чоловік.
Китайські авіабудівники сподіваються, що цей літак допоможе більш ефективно справлятися з лісовими пожежами і проводити рятувальні операції. Крім цього, він може оснащуватися додатковим обладнанням для моніторингу морського середовища, пасажирських і вантажних перевезень, а також розвідки родовищ корисних копалин.
Але використовуватися він буде не тільки в цивільній авіації. Народно-визвольна армія Китаю має намір задіяти його в морському патрулюванні.
Компанія-виробник China Aviation Industry General Aircraft отримала замовлення на 17 літаків. Ціна не повідомляється.
Виробник повідомив про зацікавлення літаком інших країн, включаючи Нову Зеландію і Малайзію.

## Технічні характеристики

### Загальні характеристики
- Екіпаж: 3 пілоти
- Місткість: 50 пасажирів.
- Довжина: 36,9 м.
- Розмах: 38,8 м.
- Висота: 12,1 м.
- Максимальна злітна вага: 53,500 кг.
- Двигун: 4 × WJ-6 турбогвинтових 3805 кВт (5103 к. с.).
- Гвинти: 6-лопатеві гвинти постійної швидкості.
- Здатний набирати на борт 12 тонн води за 20 секунд.
- Здатний набирати на борт і скинути 370 тонн води без дозаправки.[1]
- Може перебувати у повітрі до 12 годин.[1]

### Льотні характеристики
- Максимальна швидкість: 570 км/год.
- Максимальна дальність: 5500 км.
- Максимальна висота: 10500 м.

### Цікаві факти
У ряді світових, у тому числі українських, китайських і російських, ЗМІ з'явилася інформація про те, що збудований в КНР AG600 є «найбільшим у світі літаком-амфібією. Насправді, ще в 1986 році в СРСР для потреб ВМФ був побудований в 2-х випробувальних примірниках протичовновий гідролітак А-40, на базі якого пізніше був розроблений цивільний літак Бе-200. За довжиною фюзеляжу (45,7 м), розмахом крил (42,5 м) і злітній вазі (86 000 кг) А-40, так і не прийнятий у 1990-ті роки на озброєння, помітно перевершує китайський AG600. Навесні 2016 року з'явилася інформація про можливість відновлення проекту А-40 і прийнятті гідролітака на озброєння ВМФ РФ після 2020 року.